# てんとうむChu!
てんとうむChu!（てんとうむチュ）は、2013年7月、当時のAKB48グループの研究生メンバーから選抜され結成した派生ユニット。研究生のみで結成されたAKB48グループの派生ユニットは、「ミニスカート」に続き2組目である。

## 概要・略歴
2013年6月15日、幕張メッセで開催された「31stシングル『さよならクロール』劇場版 発売記念大握手会」において、AKB48の初の5大ドームツアー『AKB48 2013年真夏のドームツアー〜まだまだ、やらなきゃいけないことがある〜』の開催概要発表に伴い、新ユニットの披露が告知された。2013年7月20日に福岡 ヤフオク!ドームにおいて開催された公演でユニットメンバーが発表され、同年7月31日に札幌ドームで開催された同公演でユニット名の発表とデビュー曲である「君だけにChu ! Chu ! Chu !」を初披露した。
同年10月28日には、てんとうむChu!が主演するドラマ『女子高警察』が放送開始された。
2014年4月15日より、初の冠番組『てんとうむChu!の世界をムチューにさせます宣言!』が放送開始。
2019年4月27日に開催された『AKB48グループ 春のLIVEフェス in 横浜スタジアム』で行われた小嶋真子の卒業セレモニーに卒業した西野未姫が参加し、2016年11月以来、約2年半ぶりに復活。
2023年12月27日、メンバーの中で最後までAKB48グループで活動していた渋谷凪咲がNMB48を卒業したことにより、本ユニットのメンバー全員がAKB48グループでの活動を終了。

## メンバー
| メンバー                       | 所属グループ・チーム | プロフィール （生年月日、血液型、出身地） | ニックネーム |
| ------------------------------ | -------------------- | ----------------------------------------- | ------------ |
| 小嶋真子 （こじま まこ）       | 元AKB48チームK       | 1997年5月30日（27歳）、O型、東京都出身    | こじまこ     |
| 岡田奈々 （おかだ なな）       | 元AKB48チームA       | 1997年11月7日（27歳）、A型、神奈川県出身  | なぁちゃん   |
| 西野未姫 （にしの みき）       | 元AKB48チーム4       | 1999年4月4日（25歳）、O型、静岡県出身     | みきちゃん   |
| 北川綾巴 （きたがわ りょうは） | 元SKE48チームS       | 1998年10月9日（26歳）、B型、愛知県出身    | りょうは     |
| 渋谷凪咲 （しぶや なぎさ）     | 元NMB48チームN       | 1996年8月25日（28歳）、A型、大阪府出身    | なぎさ       |
| 田島芽瑠 （たしま める）       | 元HKT48チームH       | 2000年1月7日（25歳）、B型、福岡県出身     | める         |
| 朝長美桜 （ともなが みお）     | 元HKT48チームKIV     | 1998年5月17日（26歳）、O型、福岡県出身    | みお         |

## 作品

### 楽曲
1. 君だけにChu ! Chu ! Chu !（2013年10月30日、作詞：秋元康、作曲：今井ひろし、編曲：野中“まさ”雄一）
2. 選んでレインボー（2013年12月11日、作詞：秋元康、作曲：井上トモノリ、編曲：増田武史）
3. スマイル神隠し（2014年1月22日、作詞：秋元康、作曲：重永亮介、編曲：若田部誠）
4. “ダンシ”は研究対象（2015年5月20日、作詞：秋元康、作曲：伊藤大輔、編曲：久下真音）
5. てんとうむChu ! を探せ!（2015年11月18日、作詞：秋元康、作曲：ヒザシ、編曲：若田部誠）
6. 清純タイアド（2016年11月16日、作詞：秋元康、作曲：アイルトン瀬名、編曲：APAZZI）

てんとうむChu ! & かぶとむChu !名義
1. 初恋のおしべ（2015年3月4日、作詞：秋元康、作曲：NaO / MATCH、編曲：若田部誠）

### 映像作品
|   | リリース日    | タイトル                                      | レーベル | 規格品番   | 形態        |
| - | ------------- | --------------------------------------------- | -------- | ---------- | ----------- |
| 1 | 2015年4月17日 | てんとうむChu!の世界をムチューにさせます宣言! | バップ   | VPBF-29907 | DVD-BOX     |
| 1 | 2015年4月17日 | てんとうむChu!の世界をムチューにさせます宣言! | バップ   | VPXF-72942 | Blu-ray BOX |

## タイアップ
| 楽曲                | タイアップ                                                           | 収録作品 |
| ------------------- | -------------------------------------------------------------------- | --- |
| 君だけにChu ! Chu ! | フジテレビ系ドラマ『女子高警察』主題歌（File 1 - 8）                 | AKB48 33rdシングル「ハート・エレキ」 |
| 選んでレインボー    | フジテレビ系ドラマ『女子高警察』主題歌（File 9 - 17）                | AKB48 34thシングル「鈴懸の木の道で「君の微笑みを夢に見る」と言ってしまったら僕たちの関係はどう変わってしまうのか、僕なりに何日か考えた上でのやや気恥ずかしい結論のようなもの」 |
| スマイル神隠し      | CM：大江戸温泉物語『温泉で、ニッポンに元気を。〈夕食・宿泊〉物語篇』 | AKB48 5thアルバム『次の足跡』 |

## 出演
- 女子高警察（2013年10月28日 - 2014年3月17日、フジテレビ）[4]
- てんとうむChu!の世界をムチューにさせます宣言!（2014年4月15日 - 7月8日、日本テレビ）[5]
- AKB48 旅少女（2015年6月14日、日本テレビ）[8]